# Burotu
Na mitologia melanésia do Fiji, Burotu é o paraíso-submundo. Recém-mortas, almas são julgados por Degei e algumas vão para Burotu. O resto vai para Murimuria.